# Freiburger Kantonalbank

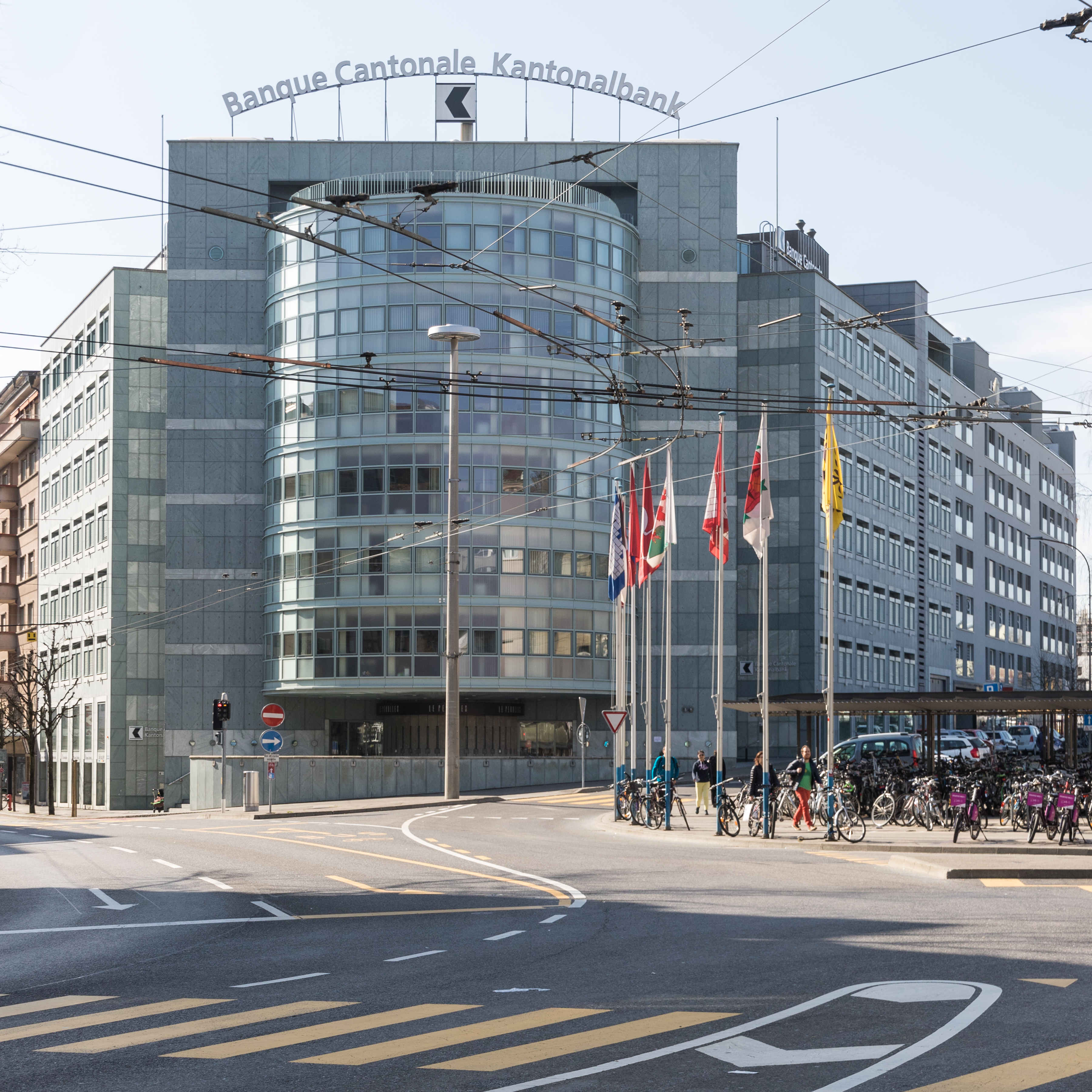
Zentrale der Freiburger Kantonalbank in Freiburg. Architekt: Mario Botta

Freiburger Kantonalbank (FKB; französisch Banque Cantonale de Fribourg (BCF), vormals Freiburger Staatsbank resp. Banque de l’État de Fribourg) mit Sitz in Freiburg ist seit 1998 der Name der Kantonalbank des Kantons Freiburg. Die FKB ist in Form einer selbständigen juristischen Person des öffentlichen Rechtes organisiert.

## Geschichte
Die Bank wurde 1892 gegründet. 1912 verursachten Unregelmässigkeiten und missglückte Geschäfte bei der FKB eine politische Konfrontation zwischen dem dominierenden Lager um Georges Python und der Opposition aus Radikalen und dem Lager um Jean-Marie Musy.

## Besitzverhältnisse und geschäftliche Schwerpunkte
Die Freiburger Kantonalbank gehört zu 100 Prozent dem Kanton Freiburg. Das Tätigkeitsgebiet der Freiburger Kantonalbank liegt traditionell im Retail Banking, im Hypothekargeschäft, in der Vermögensverwaltung und im Bankgeschäft mit kleinen und mittleren Unternehmen. Die Freiburger Kantonalbank verfügt über eine unbeschränkte Staatsgarantie. Das heisst, der Kanton haftet für sämtliche Verbindlichkeiten der Bank. Im Mai 2020 wurde die FKB-Twint-App lanciert.

## Organisation
Oberstes Aufsichtsorgan der Freiburger Kantonalbank ist der Verwaltungsrat. Dieser setzt sich aus sieben Mitgliedern zusammen und wird zurzeit von Alex Geissbühler präsidiert. Nach Art. 20 Abs. 1 des Kantonalbankgesetzes werden drei Mitglieder des Verwaltungsrats durch den Grossen Rat (Legislative des Kantons), drei durch den Staatsrat (Exekutive des Kantons) und eines durch den Verwaltungsrat selbst gewählt. Das Präsidium bestimmt der Staatsrat.
Die operative Leitung trägt die Generaldirektion. Diese setzt sich aus vier Mitgliedern zusammen und wird von Daniel Wenger geleitet.